# 薩克森-科堡-哥達的彼得·奧古斯特王子
彼得·奧古斯特（德語：Peter August，1866年3月19日—1934年7月6日），巴西皇帝佩德羅二世的外孫。
彼得·奧古斯特的父親是薩克森-科堡-哥達家族的路德維希·奧古斯特，母親是佩德羅二世的次女利奧波丁娜公主。彼得·奧古斯特終生未婚，1934年於奧地利多瑙河畔圖爾恩去世，享年68歲。